# Das Attentat (Mulisch)
Das Attentat (niederländischer Originaltitel De Aanslag) ist ein Roman von Harry Mulisch aus dem Jahr 1982. Die deutschsprachige Ausgabe erschien 1986 in der Übersetzung von Annelen Habers im Carl Hanser Verlag.
Schuld und Verantwortung sind die zentralen Themen des Werkes. Vergangenheitsaufarbeitung ist der rote Faden, der die fünf Episoden der Geschichte durchzieht. Hauptperson ist der zu Beginn des Romans 12-jährige Anton Steenwijk, der, obwohl er es leugnet, den Rest seines Lebens mit der Untersuchung des Ausgangsgeschehens beschäftigt ist.

## Inhalt
- 1945: Am Ende des Zweiten Weltkriegs kurz vor der Befreiung der Niederlande von der deutschen Besatzung wird vor dem Haus der Nachbarn der Familie Steenwijk in Haarlem (Geburtsort des Autors) der niederländische Nationalsozialist Fake Ploeg von niederländischen Widerstandskämpfern erschossen. Die Nachbarn im Haus rechts von Steenwijks legen die Leiche vor das Haus der Familie, worauf die deutschen Besatzer das Haus der Steenwijks niederbrennen und die Eltern und Antons älteren Bruder erschießen.
- 1952: Der nun 20-jährige Anton Steenwijk (der zu seinem Onkel nach Amsterdam gezogen ist) kehrt zum ersten Mal nach Haarlem zurück. Er erfährt von einer Nachbarin, dass nach dem Krieg ein Mahnmal errichtet wurde und besucht dieses.
- 1956: Im zeitlichen Zusammenhang mit dem Ungarnaufstand trifft Anton Fake Ploeg, den Sohn des erschossenen Angehörigen der Nationaal-Socialistische Beweging in Nederland (NSB), und lernt dessen Sicht der Dinge kennen. Er versteht, dass sich auch dessen Leben an dem damaligen Abend veränderte. Ebenso muss Anton die Rechtfertigungen und Ausreden des ehemaligen Klassenkameraden ertragen.
- 1966: Bei der Beerdigung eines Widerstandskämpfers hört Anton mit, wie einer der Gäste von einem Attentat, das er verübt hatte, berichtet. Die Beschreibung kommt ihm bekannt vor und durch sein Fragen erfährt er, dass es sich tatsächlich um die Tötung des Kollaborateurs Fake Ploeg in Haarlem handelte. Jetzt versteht er, warum das Attentat zur Vermeidung weiterer Opfer notwendig war.
- 1981: Bei einer Friedensdemonstration trifft Anton zufällig auf die Nachbarstochter, die 36 Jahre zuvor die Leiche gemeinsam mit ihrem Vater, dem Steuermann Korteweg vor das Haus seiner Eltern gelegt hatte – und erfährt ihre Motive, die dazu führten, dass seine Familie und nicht die Familie Aartsen Opfer der deutschen Besatzer wurde. Die Familie Aartsen hatte nämlich verfolgte Juden vor der Gestapo als Instrument der deutschen Besatzer versteckt und die Kortewegs wollten sie deshalb nicht mit den Folgen des Leichenfunds belasten.

Die Romanfigur des Cor Takes basiert auf dem historischen Widerstandskämpfer Jan Bonekamp, Truus Coster auf Hannie Schaft (1920–1945).

## Auffällige Stilmittel
Durch das ganze Buch hinweg benutzt Mulisch Antithesen um die inneren und äußeren Konflikte der Handlung zu unterstreichen.

In der ersten Episode leidet die Familie Steenwijk zunächst unter der Kälte des Hungerwinters – nach dem Attentat geht dann ihr Haus in Flammen auf, wodurch ihr gesamter Besitz zerstört wird. Eine bittere Ironie liegt dabei in der Erkenntnis Antons, da es ihn „wenigstens etwas auf[wärmte]“.
Um die Widerstandskämpfer (und damit auch die Liebe) von den Faschisten (und deren Hass) abzugrenzen, wählt der Autor die Metaphern von „Licht“ und „Dunkelheit“.
In der dritten Episode relativiert sich aber diese Schwarz-Weiß-Malerei, als Anton die Ansicht von Fake Ploeg, dem Sohn des erschossenen Faschisten, erfährt. Auch für ihn änderte sich an jenem Abend das Leben und auch ohne ihm irgendeine Schuld zu geben, litten er und seine Familie unter dem Handeln seines Vaters – so musste er beispielsweise nach dem Krieg Haarlem verlassen.
In jedem Kapitel gibt es ein bestimmtes Ereignis oder eine Tatsache, die sich auf Antons Vergangenheit oder sein Seelenleben bezieht. 
Am Ende des vierten Kapitels zum Beispiel, in dem sich Anton mit dem ehemaligen Widerstandskämpfer Cor Takes trifft, welcher für den Anschlag und somit auch indirekt für den Tod von Antons Eltern verantwortlich ist, ist dieses „Ereignis“ eine brennende Zigarette.
Nachdem sie miteinander gesprochen haben, verlässt Takes das Zimmer, während Anton, in dunklen Gedanken gefangen, zurückbleibt. Dabei verschmort der Rest der Zigarette den Aschenbecher. Anton versucht, den Schwelbrand mit seinem Whisky zu löschen, wobei ein schwarzer Brei entsteht. Nachdem er vergeblich versucht hat das Fenster zu öffnen, verlässt er das Zimmer.
Dies ist eine der vielen Andeutungen, dass Anton die Vorkommnisse seiner Kindheit niemals verarbeitet hat und dies auch nicht zustande bringt (er kann das Fenster nicht öffnen), diese aber immer noch, obwohl eigentlich schon lange in der Vergangenheit verschwunden, noch Einfluss auf ihn haben (der Rauch der Zigarette, obschon nicht mehr zu sehen, ist er noch immer zu riechen). Hier auch wieder die Vulkanmetaphorik, die vom Anfang des Romans (Pliniuszitat), bis zum Ende (Staubwölkchen) immer wieder auftritt, besonders deutlich bei der Begegnung von Ploeg jun. und Anton 1956 im Rahmen der antikommunistischen Demonstrationen. Hier verschmort dann nicht nur etwas, sondern es kommt sogar zu einer Eruption als der Ofen explodiert.
Alle Vorfälle in den Episoden deuten auf das immer wieder vorkommende „Vulkanmotiv“ hin.

## Konstruktion des Romans
Im Laufe des Buches fällt der stete Bezug zu vorherigen Kapiteln auf. Es gibt eine Vielzahl an Beispielen – dabei ist das nächtliche Gespräch des jungen Antons mit der unbekannten Widerstandskämpferin besonders bedeutend. Diese warnt ihn davor, dass die Faschisten ihm gegenüber den Attentätern die Schuld zuweisen würden: „Sie werden sagen, daß die Illegalen gewußt hätten, was dann passiert, und daß es deshalb deren Schuld ist.“ In der dritten Episode tritt genau das ein, als Fake Ploeg Anton Folgendes an den Kopf wirft: „Sie haben gewußt, daß es zu Repressalien kommen würde, und trotzdem legen sie ihn vor eurem Haus um.“
Ebenso signifikant ist die Tatsache, dass Anton 21 Jahre nach dem Attentat erfährt, wer seine Zellengenossin war: eine Kommunistin, die an der Erschießung des Faschisten beteiligt war. Damit werden auch ihre Tränen erklärt – sie weiß, dass sie mit ihrer Handlung das Leben des kleinen Anton in furchtbarer Weise verändert hat. Diesen moralischen Aspekt des bewaffneten Widerstandes kommentiert Truus Coster wie folgt: „Wir müssen erst ein bißchen von uns kaputtmachen, bevor wir sie kaputtmachen können.“
Ebenso wichtig ist die erklärende Komponente zum Abend der Tat. Erst 1981 erfährt Anton, warum die Leiche vor ihr Haus und nicht vor ein anderes Haus gelegt wurde. Die Nachbarn auf der anderen Seite gaben Juden Zuflucht, weshalb Korteweg die Leiche nicht zu ihnen schleppte; er wollte nicht, dass die Nazis die Juden entdeckten.
Es ist bezeichnend für den Roman, dass Anton es während seines gesamten Lebens schafft, das traumatisierende Ereignis aus seinen Kindertagen herunterzuspielen und sich nie wirklich damit auseinanderzusetzen versucht. Dadurch kapselt sich das Erlebnis in seinem Innersten ab und beginnt eine Reise durch sein zukünftiges Leben.
Anton hat durch seine Verweigerung, die Tat zu akzeptieren, keinen Zugang mehr darauf, das eingekapselte Erlebnis aber auf ihn.
So kommt es, dass die „Kapsel“ ohne sein Zutun aufbrechen und ihn wieder, auch nach fünfzig Jahren noch, beeinflussen kann.
Mit jeder Episode wird deutlicher, in welchem Dilemma sich die handelnden Personen damals befanden, die Attentäter, aber auch die Nachbarn, deren Handlungsmotivation durch das überraschende Ende des Romans nachvollziehbar begründet wird. Was bleibt, ist die Familie Steenwijk, die ohne eigenes Zutun zwischen die tödlichen Mahlsteine der Besatzer, des organisierten Widerstands und privater Zivilcourage geraten ist.

## Aspekte: Ist Anton Steenwijk rachsüchtig?
Steuermann Korteweg, jener damalige Nachbar Antons, der die Leiche zusammen mit seiner Tochter vor Antons Haus gelegt und damit den Tod der Steenwijks ungewollt verursacht hatte, fürchtete für sich und auch für seine Tochter Antons Rache. Aus Todesangst emigrierte er bald nach Kriegsende mit der Tochter nach Übersee und nahm sich später in der Fremde das Leben. Warum trug Steuermann Korteweg die Leiche nicht zu den Nachbarn Aarts auf die andere Seite? Weil er wusste, dass das Ehepaar Aarts eine jüdische Familie versteckt hielt. Und warum ließ er die Leiche nicht vor seinem Haus liegen? Die Antwort klingt banal: Weil er nicht damit rechnete, die Steenwijks mit seiner Kurzschlusshandlung in den Tod zu schicken, und weil er in seinem Haus die Terrarien, mit seinen Lieblingen, den Eidechsen, vor der Zerstörung durch die Besatzer bewahren wollte.
Zwei niederländische Widerstandskämpfer, Truus Coster und Cor Takes, verübten den Anschlag auf den Faschisten. Anton wird in der Tatnacht mit der angeschossenen Attentäterin Truus eingesperrt. Bevor Anton freigelassen wird, vertraut Truus ihm an, sie liebe Takes, aber der Geliebte wisse es nicht. Anton will noch 36 Jahre danach Takes finden und ihm das mitteilen, weil Anton der einzige ist, der von der Liebe der hingerichteten Truus weiß. Anton möchte zwar alles über die Vergangenheit hören, dann aber möchte er ein für alle Mal vergessen. Rachegedanken hatte er nie. Jedoch hat die grauenvolle Winternacht im Jahr 1945 Anton zum Pessimisten gemacht: Das Leben auf dieser Welt war ein Misserfolg, ein großer Reinfall, und es wäre besser gewesen, es wäre nie entstanden. Erst wenn es kein Leben mehr gab, und damit auch keine Erinnerung mehr an die Todesschreie, wäre die Welt wieder in Ordnung.(S. 164)

## Verfilmung
1986 wurde der Roman unter demselben Titel von Fons Rademakers mit den Schauspielern Derek de Lint, Marc van Uchelen, Monique van de Ven, John Kraaykamp, Huub van der Lubbe verfilmt. Der Film wurde als bester fremdsprachiger Film mit dem Oscar für das Jahr 1987 ausgezeichnet.
- Der Anschlag bei IMDb

## Ausgabe
- Harry Mulisch: Das Attentat: Roman. Aus dem Niederländ. von Annelen Habers. rororoTB, Reinbek bei Hamburg 16. Aufl. 2000, ISBN 3-499-22797-5: